# サフォーク
サフォーク（英: Suffolk, [ˈsʌfək]）は、イギリスのイースト・オブ・イングランド地方に位置する典礼カウンティ（行政州）。北はノーフォーク州、西はケンブリッジシャー州、南はエセックス州に接し、東は北海に面する。州都および最大の町はイプスウィッチ。1889年から1974年まで、イースト・サフォークとウェスト・サフォークに分割されていた。
面積は3,798平方キロメートル、人口は75万人あまり。主要な町としてイプスウィッチやロウストフト、ベリー・セント・エドマンズが挙げられるほか、競馬の町であるニューマーケット、欧州最大級のコンテナ港があるフィーリックストウなども知られる
。州は5つの行政区（ディストリクト）からなる。
サフォークの海岸線はロンドン粘土層とチョークの岩山からなり、浸食の影響を受けやすい。主な河川にはブリス川、デベン川、オーウェル川、ストア川、オールド川（オア川）がある。このうち全長25.5キロメートルのオールド川は、大規模な砂嘴であるオーフォード・ネスによって北海と隔てられている。海岸の後背地には、主にヒースが広がる。州北東部はザ・ブローズと呼ばれる地方の一部で、河川や湖沼が縦横に広がる。内陸の地形はおおよそ平坦で、ノーフォークとの境界にはテトフォードの森が、エセックスとの境界にはデダム・ヴェールがある。
中世初期の著名な遺跡サットン・フーが所在する。

## 歴史
サフォークを含むイーストアングリアでは全体的に、先住民族であるイケニ族が古代ローマに同化して消滅していったのち、アングロサクソン族が大規模に到来して村落を開拓した。アングロサクソン族は、5世紀までにこの地方全体を支配するまでになったが、のちに北の人々 (north folk) と南の人々 (south folk) に分化し、これがノーフォークとサフォークの由来となった。
サフォークは四季裁判所では、ベクルズ、ベリー・セント・エドマンズ、イプスウィッチ、ウッドブリッジの4管区に分かれていた。1860年、管区の数は2に削減され、ベクルズ、イプスウィッチ、ウッドブリッジはイプスウィッチに置かれた東サフォーク管区の管轄となり、旧ベリー・セント・エドマンズ管区は西サフォーク管区となった。1888年地方自治法により、2つの管区はそれぞれイースト・サフォーク、ウェスト・サフォークという別々の行政カウンティとなった。
1972年地方自治法が1974年4月1日に施行されると、従来のイースト・サフォーク、ウェスト・サフォーク、イプスウィッチは統合され、新たなサフォーク・カウンティとなった。このカウンティの下にはベイバー、フォレスト・ヒース、イプスウィッチ、ミッド・サフォーク、セント・エドマンズベリー、サフォーク・コースタル、ウェイブニーの各ディストリクトが置かれた。また、同法にもとづき、グレート・ヤーマス近くの若干の土地がノーフォークに移管された。国会における審議の段階では、ニューマーケットおよびヘイバーヒルをケンブリッジシャーに移管する一方、エセックスからコルチェスターを編入するといった案も出たが、結局実現しなかった。

## 主な都市
タウン（町）
- オールドバラ (Aldeburgh)
- フィーリックストウ (Felixstowe)
- イプスウィッチ (Ipswich、カウンティ・タウン)
- ニューマーケット (Newmarket)

ヴィレッジ（村）
- ホクスン (Hoxne)
- オフトン (Offton)
- ラウンドメープル (Round Maple)

## 文化

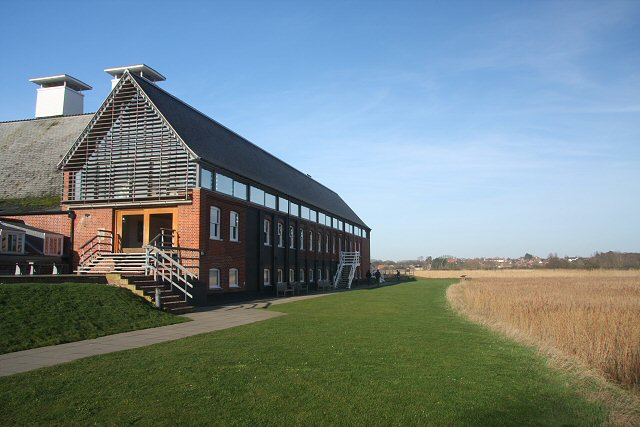
スネイプ・モルティングス・コンサートホール。かつてモルトハウス（麦芽製造所）だったこの建物は、世界的にも有名なコンサート会場となった

1948年にベンジャミン・ブリテンによって創始されたオールドバラ音楽祭は、イギリス最大規模のクラシック音楽の祭典である。もともとはオールドバラで開催されていたが、1967年以降は近くのスネイプ・モルティングスを会場としている。また、2006年からはヘンナム公園で毎年ラティテュード・フェスティバルが開催されている。これはポピュラー音楽、喜劇、詩、文学などの野外型フェスティバルで、規模・ジャンルともかなりの拡大を遂げている。8月にグレナム・ホールで開催されるフォークイースト・フェスティバルには、国内外からアコースティックやフォーク、ルーツ・ミュージックのミュージシャンが集まる。近年はサドベリーで、リーストック音楽祭が開催された。

### 州旗
2つの非公式の州旗が存在する。ひとつは中世のイースト・アングリア王国のエドマンド殉教王を象徴する州章をかたどったもので、金色の王冠を2本の金色の矢が貫いている。いまひとつは、これにイングランドの旗もしくは聖ゲオルギウス十字を重ねたものである。

## スポーツ

### サッカー
1878年創設のイプスウィッチ・タウンFCが州内唯一のプロサッカークラブである。これまでに1部リーグ優勝（1961 - 62年）、FAカップ優勝（1977 - 78年）、UEFAカップ（のちのUEFAヨーロッパリーグ）優勝（1980 - 81年）を一度ずつ経験している。2024 - 25年シーズンは、イングランド1部リーグのプレミアリーグに所属している。クラブの紋章には州内原産の馬で、絶滅が危惧されているサフォーク・パンチがあしらわれている。イプスウィッチ・タウンFCの次に有力なクラブは、イングランド6部リーグに所属するニーダム・マーケットFCである。

### 競馬
ニューマーケットは競馬の街で、ナショナル・スタッドやニューマーケット競馬場などの多くの施設がある。イギリス初の競走馬の競り場であるタタソール競売場や、国立競馬博物館も町内にある。ハイガムやアンプトンでは、クロスカントリー競馬が開催される。

### スピードウェイ
イプスウィッチ郊外にフォクソール・スタジアムが建設された1950年代から、州内ではスピードウェイが盛んになった。同スタジアムを本拠地とするイプスウィッチ・ウィッチーズは、イギリス1部リーグのプレミアリーグに所属している。そのほか、ナショナルリーグ所属のミルデンホール・フェン・タイガーズもサフォークのチームである。

### クリケット
サフォーク・カウンティ・クリケット・クラブはマイナー・カウンティーズ・チャンピオンシップの東部地区に所属している。これまでに同チャンピオンシップで優勝3回、優勝タイ1回を経験している。ホームゲームはベリー・セント・エドマンズやコップドック、エクスニング、フラムリンガム、イプスウィッチやミルデンホールで行われる。

## サフォークが登場する作品

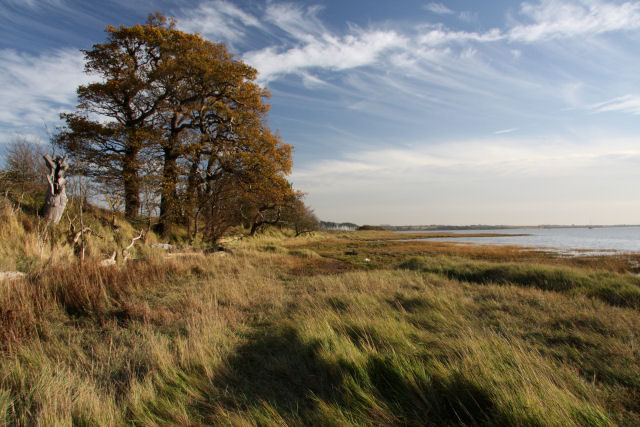
オーウェル川の河岸

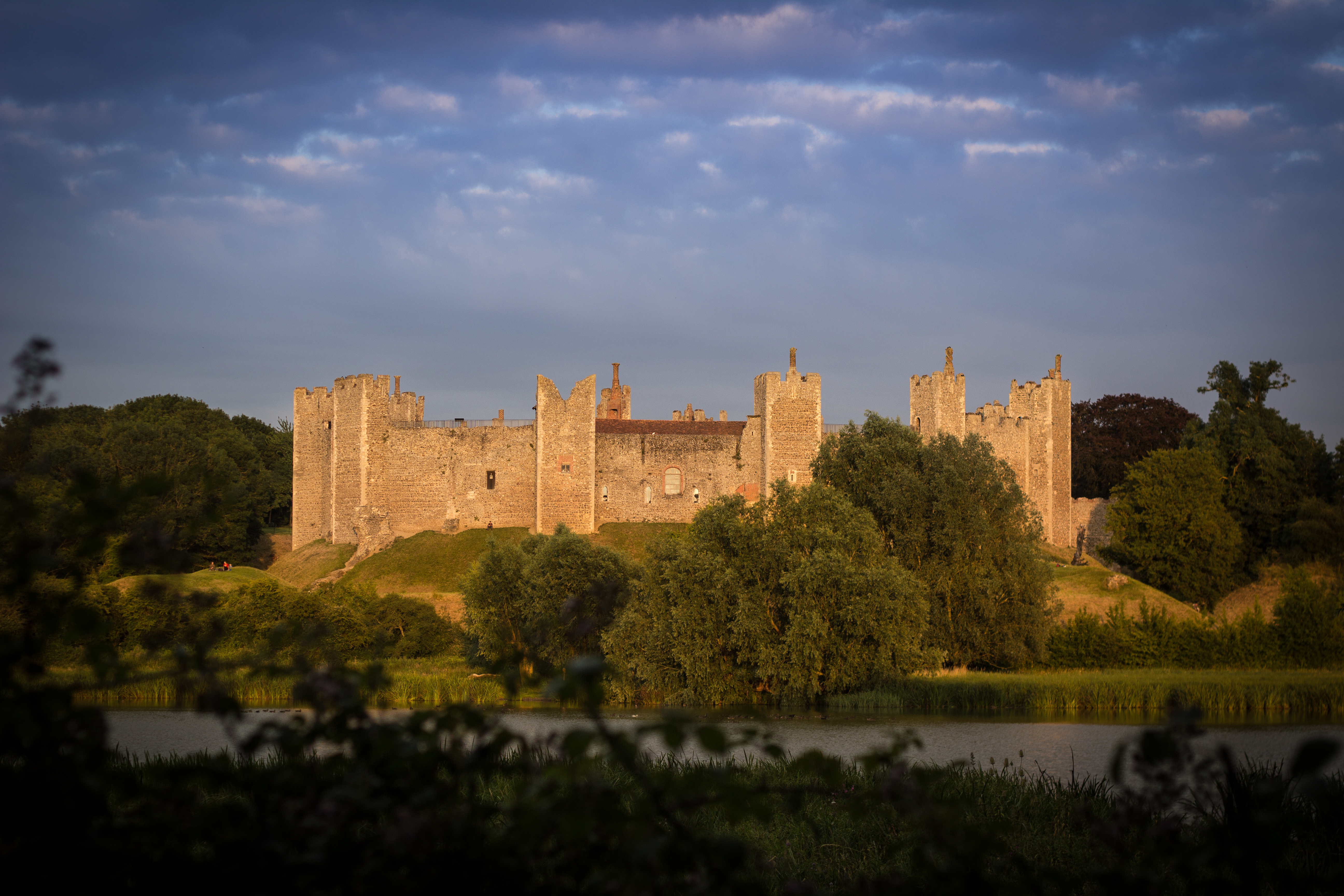
フラムリンガム城

チャールズ・ディケンズの『デイヴィッド・コパフィールド』、フレデリック・フォーサイスの『第四の核』、P・D・ジェイムズの『不自然な死体』、ドディー・スミスの『ダルメシアン 100と1ぴきの犬の物語』、W・G・ゼーバルトの『土星の環』などの文学作品にはサフォークが登場する。アーサー・ランサムの一連の児童文学作品のうち、『海へ出るつもりじゃなかった』『オオバンクラブ物語』『ひみつの海』も州内を舞台としている。ロアルド・ダールの『ミルデンホールの宝物』は、州内のミルデンホールが舞台である。
古物商を主人公としたイギリスのコメディドラマ Lovejoy は、州内各地で撮影が行われた。リアリティ番組 Space Cadets はレンドルシャムの森で撮影されたが、プロデューサーは出演者に、自分はロシアにいると思い込むよう指示した。このほか、BBC4の Detectorists 、ITVの Kavanagh QC 、映画『アイリス』や『数に溺れて』などの撮影も州内で行われた。サフォークでの映画撮影による経済効果は、2017 - 18年度だけで380万ポンドに上った。
エド・シーランは Castle on the Hill で地元のフラムリンガムやフラムリンガム城のことを歌っており、自らこの曲を「サフォークへのラブレター」と形容している。
ジョージ・オーウェルが1935年に発表した小説『牧師の娘』はサウスウォルド（作中ではクナイプ・ヒル）を舞台としており、登場人物のドロシー・ヘアは、1930年代初頭に実在した女性教師ブレンダ・ソルケルドをモデルとしている。

## 同名地名
イングランドのサフォーク州に由来する地名がアメリカ合衆国にいくつか所在する。
- バージニア州サフォーク
- マサチューセッツ州サフォーク郡
- ニューヨーク州サフォーク郡